# Benjamin Thomas
Benjamin Thomas (Tarn, 12 de setembre de 1995) és un ciclista francès, professional des del 2015 i actualment a l'equip Cofidis.
Combina el ciclisme en pista amb la carretera. És en pista on ha aconseguit els èxits més importants. Destaca una medalla de bronze en la cursa americana dels Jocs de Tòquio 2020, fent parella amb Donavan Grondin. També ha guanyat quatre medalles d'or i tres de plata al Campionat del Món en pista i vuit medalles d'or, quatre de plata i dues de bronze als Campionats d'Europa de ciclisme en pista.
En carretera destaquen dos campionats de França de contrarellotge, el 2019 i 2021, i l'Étoile de Bessèges del 2022.

## Palmarès en pista
- 2013
  -  Campió del món júnior en Puntuació
- 2014
  -  Campió d'Europa en Puntuació
  -  Campió d'Europa sub-23 en Scratch
- 2016
  -  Campió d'Europa en Persecució per equips (amb Thomas Denis, Corentin Ermenault, Florian Maître i Sylvain Chavanel)
  -  Campió d'Europa sub-23 en Persecució per equips (amb Thomas Denis, Corentin Ermenault i Florian Maître)
  -  Campió de França en Òmnium
  -  Campió de França en Madison (amb Jordan Levasseur)
- 2017
  -  Campió del món en Òmnium
  -  Campió del món de Madison (amb Morgan Kneisky)
  -  Campió d'Europa de Madison (amb Florian Maitre)
  -  Campió d'Europa en Persecució per equips (amb Louis Pijourlet, Florian Maitre i Corentin Ermenault)
  -  Campió de França en Òmnium
  - 1r als Sis dies de Fiorenzuola d'Arda (amb Morgan Kneisky)
- 2020
  -  Campió del món en Òmnium
- 2021
  -  Campió del món en Puntuació
  -  Campió d'Europa en Puntuació
  - 1r als Sis dies de Fiorenzuola d'Arda (amb Donavan Grondin)

### Resultats a laCopa del Món
- 2015-2016
  - 1r a Hong Kong, en Scratch
  - 1r a Hong Kong, en Puntuació
  - 1r a Cambridge, en Madison
- 2017-2018
  - 1r a Manchester, en Òmnium
- 2018-2019
  - 1r a Milton, en Òmnium
- 2019-2020
  - 1r a Milton, en puntuació per equips, amb Thomas Denis, Corentin Ermenault, Kévin Vauquelin i Valentin Tabellion
  - 1r a Glasgow, en americana, amb Donavan Grondin
  - 1r a Glasgow, en Òmnium

## Palmarès en ruta
- 2014
  - Vencedor d'una etapa al Tour de Còrsega
- 2017
  - Vencedor d'una etapa dels Quatre dies de Dunkerque
  - Vencedor d'una etapa al Tour de Valònia
- 2019
  -  Campió de França de contrarellotge
- 2021
  -  Campió de França de contrarellotge
- 2022
  - 1r a l'Étoile de Bessèges i vencedor d'una etapa
  - 1r als Boucles de la Mayenne i vencedor d'una etapa
- 2023
  - Vencedor d'una etapa dels Quatre dies de Dunkerque
- 2024
  - Vencedor d'una etapa al Giro d'Itàlia

### Resultats a la Volta a Espanya
- 2018. 121è de la classificació general
- 2019. No surt (12a etapa)

### Resultats al Giro d'Itàlia
- 2020. Abandona (5a etapa)

### Resultats al Tour de França
- 2022. 54è de la classificació general